# Begonia rhoephila
Espèce
Synonymes
- Begonia collina Irmsch.[2]

Begonia rhoephila est une espèce de plantes de la famille des Begoniaceae.
L'espèce fait partie de la section Platycentrum.
Elle a été décrite en 1917 par Henry Nicholas Ridley (1855-1956).

## Répartition géographique
Cette espèce est originaire du pays suivant : Malaisie.